# George Peabody Library

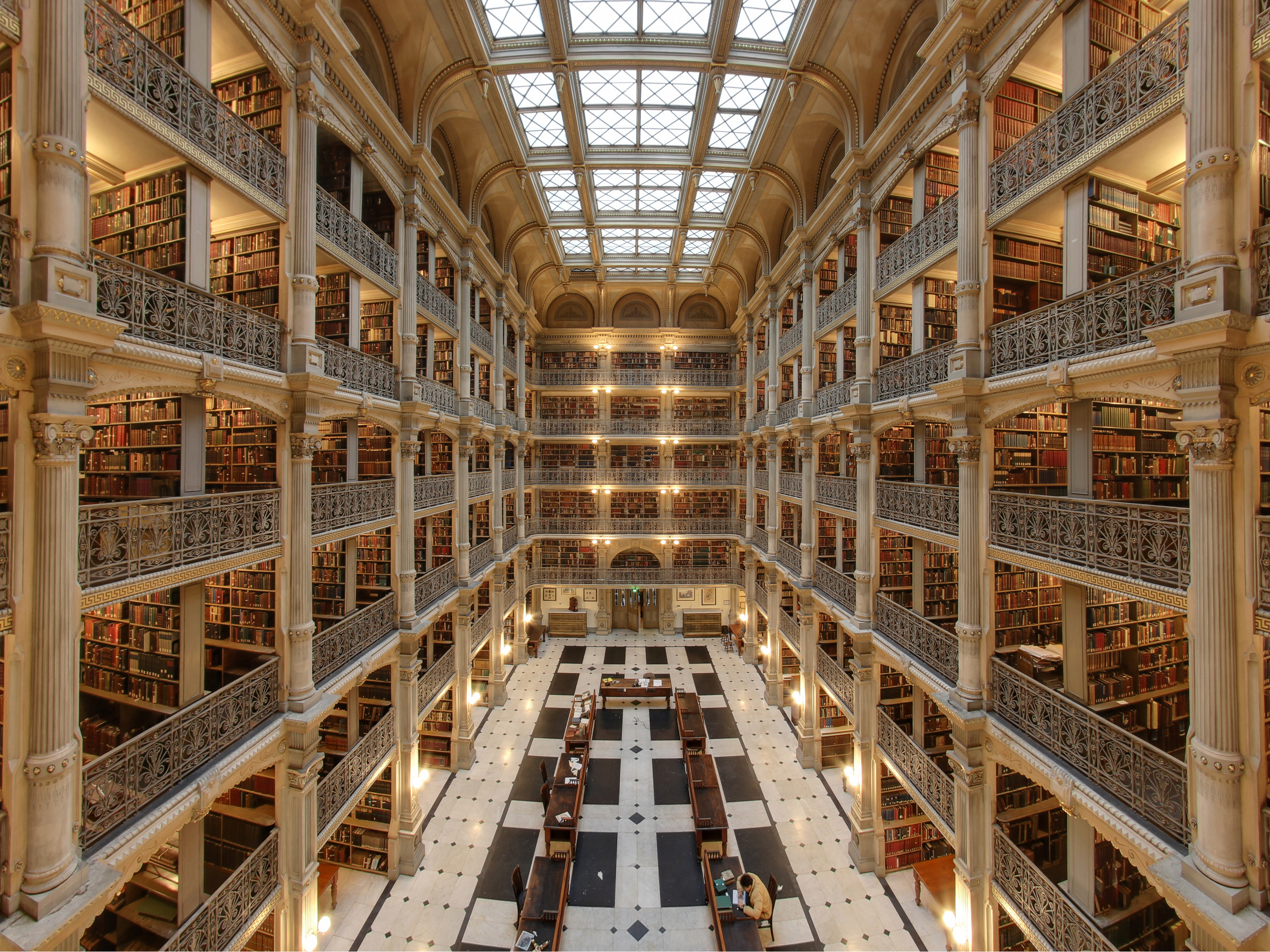
De centrale hal met leestafels

De George Peabody Library is een bibliotheek, behorend bij de Johns Hopkins-universiteit in de Amerikaanse stad Baltimore. Het gebouw werd ontworpen door Edmund George Lind en geopend in 1878. Het wordt wel gezien als een van de mooiste bibliotheken ter wereld. De bibliotheek heeft een centrale hal met een glazen dak. Deze hal is omgeven door vijf verdiepingen met gietijzeren balkons en pilaren uit de composiete orde.
Het gebouw werd gefinancierd door de filantroop George Peabody die een bibliotheek wilde stichten die voor iedereen toegankelijk was.